# Daniela Ziegler

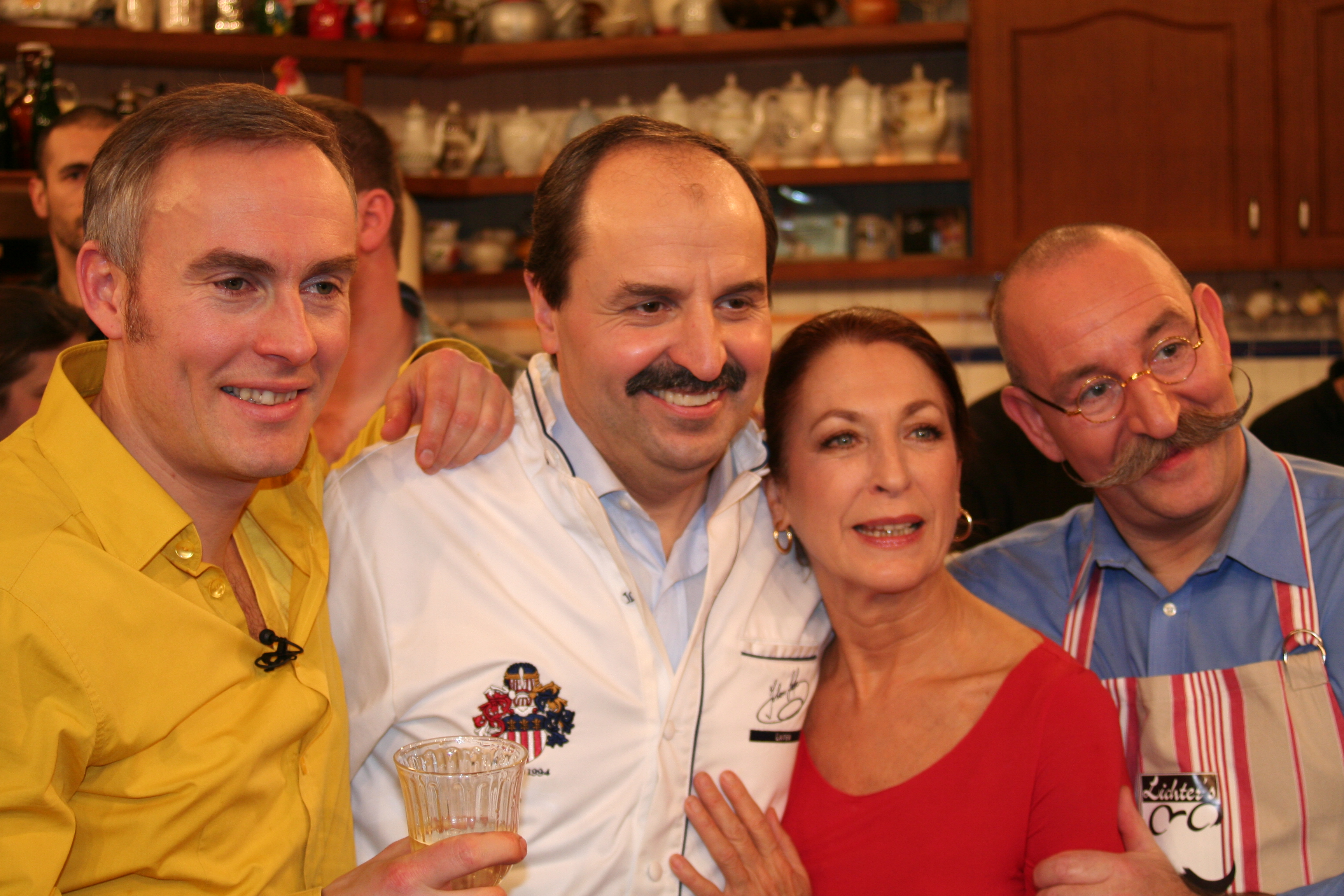
Daniela Ziegler i programmet Lafer! Lichter! Lecker!, 2010.

Daniela Ziegler (född 5 september 1948 i Offenbach am Main. Tyskland) är en tysk skådespelerska och sångare.
Hon har bland annat varit med i den svensk/tyska Beck-filmen Brandbilen som försvann.